# Irish Stock Exchange
Irish Stock Exchange est la Bourse de Dublin en Irlande.

## Histoire
Entre 1973 et 1995, la bourse irlandaise fait partie de la bourse de Grande-Bretagne et d'Irlande, à la suite de la fusion de ses activités avec la bourse britannique. 
En novembre 2017, Euronext annonce l'acquisition de la bourse de Dublin pour 137 millions d'euros, active notamment dans la gestion d'actifs.